# Adolf von Zemlinszky
Adolf (von) Zemlinszky (* 23. April 1845 in Wien, Kaisertum Österreich; † 29. Juni 1900 ebenda) war ein österreichischer Schriftsteller und Journalist sowie Vater des Komponisten Alexander von Zemlinsky.

## Leben
Geboren als Adolf Semlinsky, wurde er katholisch getauft. Sein Vater, Anton Semlinsky, stammte aus dem damals ungarischen Zsolna (heute Žilina in der Nordslowakei) und hatte sich in der ersten Hälfte des 19. Jahrhunderts im 2. Wiener Gemeindebezirk Leopoldstadt angesiedelt. 
Adolf Semlinsky wählte später die ungarische Schreibweise seines Namens und fügte ein Adelsprädikat hinzu. Sein Leben ist nur spärlich dokumentiert. Allem Anschein nach arbeitete er in jungen Jahren als Bahnbeamter und als Schreibkraft bei einer Versicherungsfirma. 
Am 8. Juli 1870 trat er aus der katholischen Kirche aus und wurde am 20. November in die türkisch-israelitische Gemeinde aufgenommen. 1871 heiratete er Clara Semo (1848–1912), welche aus einem jüdisch-muslimischen Elternhaus stammte. Durch die Heirat wurde Adolf Mitglied der sephardischen Gemeinde Wiens. Bald darauf übernahm er die Redaktion der sephardischen Monatsschrift El Correo de Viena von seinem Schwiegervater Schem Tov Semo. 1871 kam sein Sohn Alexander zur Welt. 1872 wurde Zemlinszky zum Sekretär der türkisch-israelitischen Gemeinde in Wien ernannt. 1877 wurde seine  Tochter Mathilde geboren, die 1901 Arnold Schönberg heiratete und 1923 verstarb.
1882 übernahm er die Chefredaktion der Zeitschrift Wiener Punsch und gab seinen Beruf fortan offiziell mit „Schriftsteller“ an. Neben seiner journalistischen Tätigkeit verfasste Zemlinszky einige Romane und Erzählungen, die vor allem Themen aus der jüdischen Geschichte zum Inhalt haben. Mit seinen schriftstellerischen Erfahrungen unterstützte er seinen Sohn bei der Arbeit am Libretto von dessen erster Oper Sarema. Besondere Bedeutung hat seine 1888 erschienene Geschichte der türkisch-israelitischen Gemeinde zu Wien.

## Werke
- Jehuda ben Halevi
- Der Verfluchte
- Die Tochter des Chasan
- Salomo Molcho
- Der Graf von Montfort
- Der Vagabund
- Geschichte der türkisch-israelitischen Gemeinde zu Wien von ihrer Gründung bis heute  : nach historischen Daten. Wien : Papo, 1888

## Quelle
- Antony Beaumont: Zemlinsky. Faber and Faber, London 2000 (englisch), ISBN 0-571-16983-X (Die deutsche Übersetzung ist im September 2005 bei Zsolnay, Wien, erschienen, ISBN 3-552-05353-0)

| Personendaten    | Personendaten                                        |
| ---------------- | ---------------------------------------------------- |
| NAME             | Zemlinszky, Adolf von                                |
| ALTERNATIVNAMEN  | Semlinsky, Adolf (Geburtsname); Zemlinsky, Adolf von |
| KURZBESCHREIBUNG | österreichischer Schriftsteller und Journalist       |
| GEBURTSDATUM     | 23. April 1845                                       |
| GEBURTSORT       | Wien                                                 |
| STERBEDATUM      | 29. Juni 1900                                        |
| STERBEORT        | Wien                                                 |